# Kirche von Donatyre

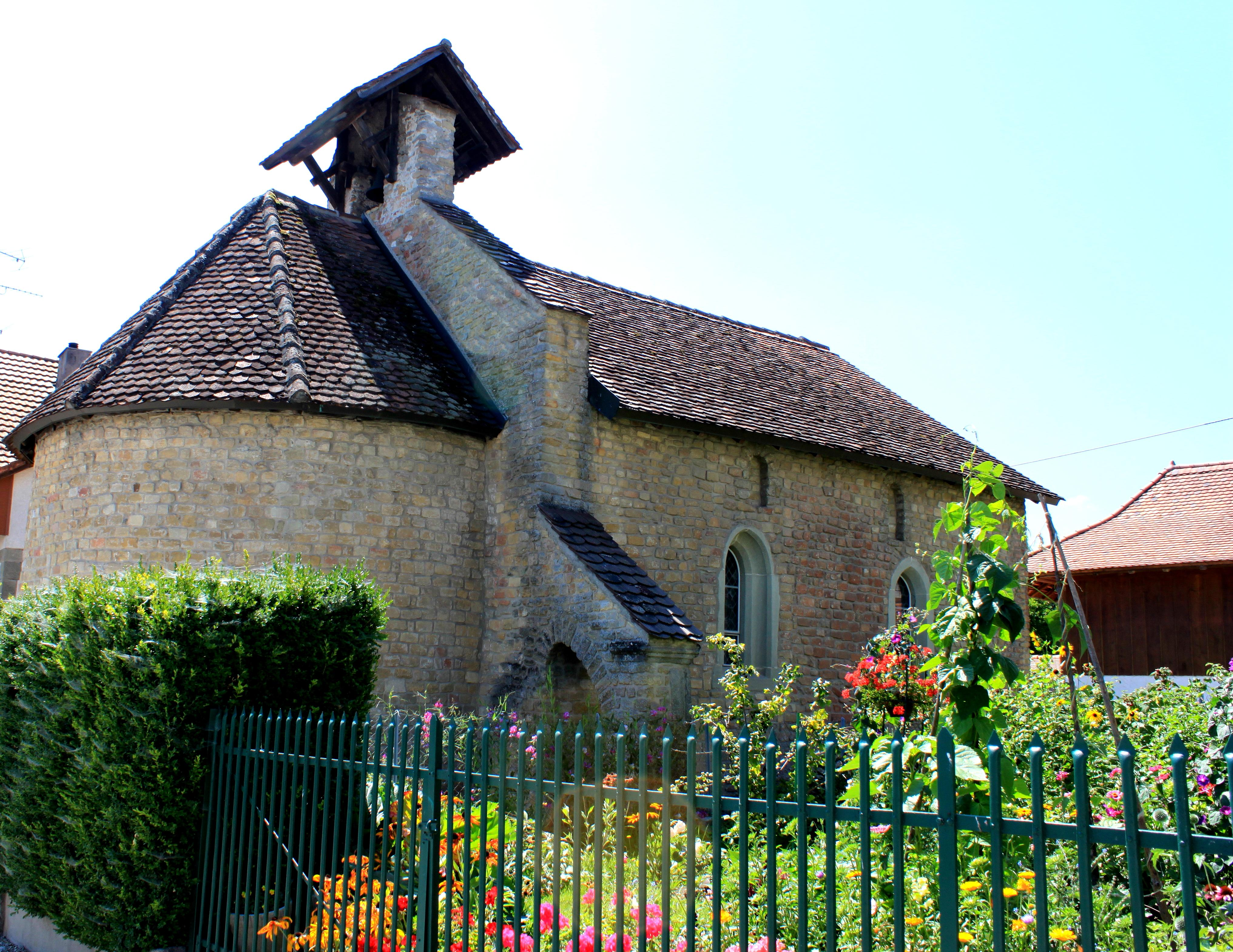
Kirche von Donatyre (2011)

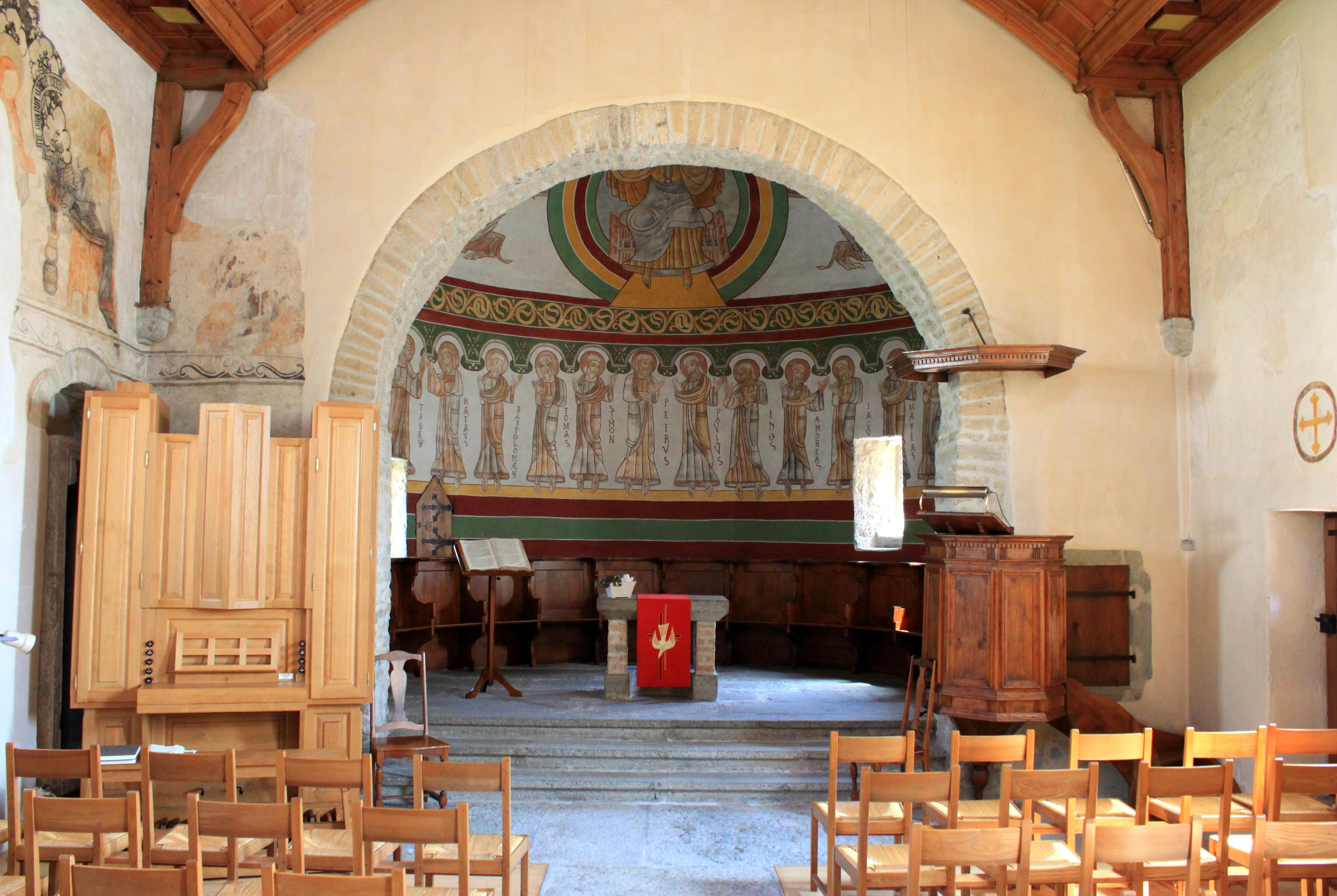
Langhaus zum Chor (2011)

Die Kirche von Donatyre ist eine evangelisch-reformierte Kirche im Ort Donatyre in der Gemeinde Avenches im Kanton Waadt in der Schweiz. Sie wurde ins Schweizerische Inventar der Kulturgüter von nationaler Bedeutung aufgenommen.
Die frühromanische Kirche wurde im 11. Jahrhundert, wie andere Bauten in der Umgebung, aus Verblendquadersteinen der antiken römischen Stadt Aventicum erbaut und war dem Heiligen Stephanus geweiht. Im 15. Jahrhundert wurde sie umgebaut. 1906 erfolgte eine Restaurierung durch den Architekten Louis Bosset unter der Leitung des waadtländischen Denkmalschützers Albert Naef, 1978 eine zweite Restaurierung. Bei Grabungen im Innern der Kirche wurde eine grosse Zahl von Gräbern und Steinsarkophagen gefunden.
Das Langhaus unter einem Satteldach ist mit einer offenen getäfelten Holztonne überwölbt. Der über drei Stufen erhöhte eingezogene halbrund schliessende Chor mit hufeisenförmigem Grundriss wurde mit einer massiven Triumphbogenwand mit einer eingezogenen Rundbogenöffnung mit dem Langhaus verbunden. Die Triumphbogenwand hat aussen beidseitig der Kirche Strebepfeiler und trägt oben einen Glockengiebel unter einem Satteldach. Die Westgiebelseite hat ein spitzbogiges Portal mit profiliertem Steingewände, darüber befindet sich ein kleines Vorzeichen als Pultdach, und darüber ein Rundfenster. Im südlichen Choreck ist eine kleine Sakristei. Im Langhaus wurden Freskenreste aufgedeckt. Die Glasmalerei von 1712 ist erhalten.
Im Zuge der Restaurierung 1906 wurden im Chor die Fresken Die Zwölf Apostel und darüber Christus vom Maler Ernest Correvon (1873–1965) als Kopie der Fresken der zeitgleich errichteten romanischen Kirche Saint-Etienne in Montcherand geschaffen.